# Hypsilurus papuensis
Hypsilurus papuensis är en ödleart som beskrevs av  Macleay 1877. Hypsilurus papuensis ingår i släktet Hypsilurus och familjen agamer.

## Underarter
Arten delas in i följande underarter:
- H. p. papuensis
- H. p. longicauda